# Christopher Girtanner

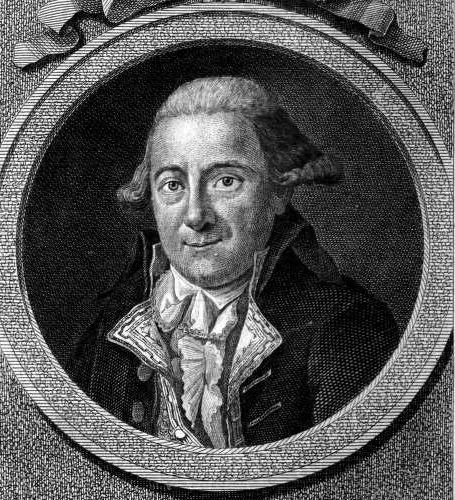
Christoph Girtanner 1792

Christopher Girtanner FRSE (1760–1800) (1760–1800) foi um autor, médico e químico suíço de vida curta, mas influente. Ele também foi Conselheiro Privado do Duque de Saxe-Coburg.

## Vida
Ele nasceu em St. Gallen, na Suíça, em 7 de dezembro de 1760, filho de Hieronymus Girtanner, um banqueiro e sua esposa, Barbara Felicitas. Ele estudou em St. Gallen, Lausanne, Paris, Edinburgo e Londres. Ele recebeu seu doutorado (MD) da Universidade de Göttingen em 1782.
Ele passou alguns anos no Reino Unido, e aparentemente possuía uma "manufatura de sal perto de Edimburgo" (presumivelmente em Joppa) em 1789. Em 1790, ele foi eleito membro da Royal Society of Edinburgh. Seus proponentes foram Daniel Rutherford, Andrew Duncan e John Playfair.
Em 1796, ele analisou o aparecimento da sífilis na Europa no final do século XV. O debate em curso de sua época era se a doença apareceu espontaneamente na Europa ou foi trazida pela descoberta das Américas.
Ele morreu em Göttingen, no que hoje faz parte da Alemanha moderna, em 17 de maio de 1800.

## Publicações
- Historical Information and Political Remarks concerning the French Revolution, 7 volumes (1792–94)[5]
- The Antiquity of Syphilis (1796)
- Observations on the Nature and Cure of Calculus, Sea Scurvy etc. (1797)